# Britteny Cox
Britteny Cox (Wodonga, 29 de septiembre de 1994) es una deportista australiana que compite en esquí acrobático, especialista en las pruebas de baches.
Ganó dos medallas en el Campeonato Mundial de Esquí Acrobático, oro en 2017 y bronce en 2015.
Participó en tres Juegos Olímpicos de Invierno, en los años 2010 y 2018, ocupando el quinto lugar en Sochi 2014 y el quinto en Pyeongchang 2018.

## Medallero internacional
| Campeonato Mundial | Campeonato Mundial     | Campeonato Mundial | Campeonato Mundial |
| Año                | Lugar                  | Medalla            | Competición        |
| ------------------ | ---------------------- | ------------------ | ------------------ |
| 2015               | Kreischberg (Austria)  | Medalla de bronce  | Baches             |
| 2017               | Sierra Nevada (España) | Medalla de oro     | Baches             |